# Garfield Reid
Garfield Reid (* 14. Januar 1981) ist ein jamaikanischer Fußballspieler. Er spielt im linken defensiven Mittelfeld. Seine Tochter Alana Reid ist als Sprinterin aktiv.

## Vereine
Seine Profi-Karriere begann im Juli 2003 beim jamaikanischen Verein Rivoli United. Dort spielte er bis Juli 2004, danach wechselte er zum norwegischen Verein Ham-Kam. Im Januar des Jahres 2005 ging er zurück zu Rivoli United.

## Nationalmannschaft
Garfield Reid spielte zum ersten Mal beim CONCACAF Gold Cup 2005 in den USA für die jamaikanische Fußballnationalmannschaft. Bei der Qualifikation für die Fußball-Weltmeisterschaft 2006 in Deutschland spielte er ebenfalls mit. Insgesamt absolvierte er 8 Länderspiele für sein Land.